# Museo archeologico di Zagabria
Il Museo archeologico di Zagabria (in croato: Arheološki muzej u Zagrebu, in acronimo AMZ) è un museo archeologico di Zagabria che custodisce numerosi reperti di varie epoche storiche della Croazia tra cui il Liber linteus e lo Psephisma di Lombarda. Il museo gestisce inoltre il Parco archeologico di Andautonia a Šćitarjevo.

## Storia
Fu fondato nel 1846 come Museo nazionale, venendo poi posto sotto la gestione dello Stato asburgico nel 1866 col nome di Istituto statale di Croazia, Slavonia e Dalmazia sotto la direzione dell'Accademia jugoslava delle Scienze e delle Arti. Nel 1940 il museo iniziò ad operare come istituzione indipendente e nel 1945 ha trasferito la propria sede presso il palazzo Vranyczany-Hafner.